# 圣约翰 (罗伊特林根县)
圣约翰（德語：St. Johann，全拼作，發音：[zaŋkt ˈjoːhan]）是德国巴登-符腾堡州蒂宾根行政区罗伊特林根县的市镇，总面积58.96平方千米，2023年12月31日总人口为5,261人。